# 힐빌리의 노래 (영화)
《힐빌리의 노래》(영어: Hillbilly Elegy)는 2020년 개봉한 미합중국의 드라마 영화이다. J. D. 밴스의 동명 회고록을 원작으로, 버네사 테일러가 각색하고 론 하워드 감독이 연출하였다. 공업 지역에서 태어난 주인공이 가난과 폭력이 대물림 되는 우울한 어린 시절을 극복하고 로스쿨에 진학해 성공에 이르기까지 여정을 담아낸다. 에이미 아담스, 글렌 클로스, 게이브리얼 배소, 헤일리 베넷, 프리다 핀토가 출연한다.
미합중국에서는 2020년 11월 11일 일부 극장에서 개봉되었으나, 대한민국에서는 11월 24일 넷플릭스를 통해 공개되었다.
이 영화의 실제 주인공인 미국의 제50대 부통령 J. D. 밴스는 2022년 미합중국 중간선거에서 오하이오주 연방 상원의원에 당선되고, 2024년 7월에는 공화당의 도날드 트럼프 전 대통령으로부터 부통령 후보로 지명을 받았다. 이에 따라 그의 회고록과 함께 이 영화도 전 세계적으로 재조명을 받게 되었다.

## 원작의 각색

### 줄거리
원작은 2016년 6월 하퍼 출판사에서 간행된 J. D. 밴스의 회고록 《힐빌리의 노래 - 위기에 처한 가족과 문화에 대한 회고록》(영어: Hillbilly Elegy: A Memoir of a Family and Culture in Crisis)이다. 켄터키주에서 살다가 공장과 광산이 많은 오하이오주 애팔라치아 산지의 미들타운에서 거주한 3대의 가족이 지역경제의 부침과 함께 겪은 파란 많은 온갖 가정사를 예일대 로스쿨에 다니는 J. D. 밴스가 기술하였다.
1980년대부터 국제경쟁력이 떨어지는 미국의 공장들이 문을 닫고 지역주민들이 실직함에 따라 빈곤이 만연하고 일자리가 없는 남성들이 술과 약물에 중독되고 가정이 파탄에 이르는 상황을 주인공의 눈을 통해 담담하게 묘사하고 있다.
이들은 일반적으로 러스트 벨트(Rust Belt)에 사는 백인 노동자로 분류된다. 마침 이 책이 발간되었을 때 2016년 미국 대통령 선거전에서 공화당후보인 도날드 트럼프가 전에는 중산층이었으나 지금은 가난해진 미국 중부지역 백인 유권자들을 집중 공략함에 따라 이 책도 언론의 관심을 끌었다. 이에 따라 뉴욕타임스와 아마존의 베스트셀러 목록에 오르는 등 전국적인 조명을 받게 되었다.
다른 한편으로는 전직 간호사로서 헤로인 중독으로 실직하고 재활치료를 받아야 하는 주인공의 모친이 겪었던 고단한 삶과 이를 가까이서 지켜보며 외손주 남매를 키워준 외할머니가 집안의 버팀목 역할을 해야 했던 눈물겨운 사연이 그려져 있다. 아울러 이른바 '흙수저'에 속하는 주인공이 명문 예일대 로스쿨에 다니면서 대형 로펌에 인턴(보조변호사)으로 취업하게 된 과정이 과거의 가정사를 회상하는 형식으로 소개되고 있다. 외할머니가 주인공에게 일러준 매일매일 자신의 선택이 장래의 나를 결정한다는 가르침에 따라 주인공은 고등학교 졸업 후 해병대에 자원입대하여 이라크에도 파병되었고 오하이오 주립대학을 마친 후에는 예일대 로스쿨에 입학할 수 있었던 것이다. 부수적으로는 주인공의 로스쿨 동급생인 인도계 여자친구가 물심양면으로 그를 돕는 이야기도 곁들여진다.

### 각색과 영화 제작
원작이 전국적인 관심을 끌면서 2017년 4월 이매진 엔터테인먼트사가 영화화 판권을 경매에서 낙찰받았다. 그리고 감독은 론 하워드, 각색은 버네사 테일러에게 맡겨졌다. 2019년 1월에는 넷플릭스가 영화화에 필요한 일체의 자금을 대기로 하고 모든 권리를 4,500만달러에 인수하였다.
2019년 봄 론 하워드의 지휘·감독 하에 배우들의 캐스팅을 마친 후 6월부터 8월까지 조지아주 애틀란타와 오하이오주 미들타운 등지에서 촬영이 진행되었다. 영화음악은 한스 치머와 데이빗 플레밍이 맡았다. 외할머니 역의 글렌 클로스와 헤로인에 빠진 모친 역의 에이미 아담스의 영화상 수상경력이 화제가 되면서 2021년 아카데미 상의 후보로서도 유력시되고 있다.

## 출연
- 에이미 아담스 - 베브 밴스 역
- 글렌 클로스 - 할머니(Mamaw) 역
- 게이브리얼 배소 - J. D. 밴스 역
  - 오언 아즈탤로스 - 어린 J. D. 밴스 역
- 헤일리 베넷 - 린지 밴스 역
- 프리다 핀토 - 우샤 역
- 보 홉킨스 - 할아버지(Papaw) 역